# Stenodynerus krombeini
Stenodynerus krombeini (лат.) — вид общественных ос из семейства Vespidae.

## Распространение
Встречаются в Северной Америке. Встречаются в следующих штатах США: Северная Каролина (Raleigh, Singletary Lake St. Pk.), Массачусетс (North Falmouth, Wellfleet), Вайоминг (Falls Church), Теннесси (Great Smoky Mts Natl. Pk., Indian Gap, Highlands), Южная Каролина (Georgetown Co., Hobcaw Barony), Джорджия (Reed-Bingham St. Pk), Флорида (Gainesville, Palatka), Миссисипи (Wesson), Техас (Fredericksburg).

## Описание
Длина переднего крыла самок 6,5—7,0 мм, а у самцов — 5,0—6,5 мм. Окраска тела в основном чёрная с жёлтыми отметинами. Отсутствует поперечный киль на первом метасомальном тергите. Развиты пара срединных ямок на передней части переднеспинки, есть расширения тегул. Гнёзда строят в древесине. Для кормления своих личинок добывают в качестве провизии гусениц бабочек из семейств Gelechiidae и Tortricidae (Olethreutinae).